# Мергар
Мергар је било древно насеље у јужној Азији које данас представља једно од најважнијих археолошких налазишта на темељу кога се проучавају најстарија неолитска насеља у регији. Остаци насеља се налазе у Белуџистану у Пакистану, на равници Качи између Превој Болан, западно од долине Инда и између данашњих градова Кета, Калат и Сиби.
Мергар се некада назива најстаријим познатим пољопривредним насељем Јужне Азије, што се темељи на археолошким налазима из 1974 (Јариџ et al.). Најстарији докази о насељу датирају из 7000. г п. н. е.. Такође се наводе и најстарији докази о грнчарству у Јужној Азији. Археолози деле насеље на неколико временских периода.
Калколитски становници Мергара су такође имали контакте са данашњим северним Авганистаном, североисточним Ираном па чак и јужним деловима средње Азије (Б. Б. Лал 1997: 287).

## Мергарски период I
Мергарски период I 7000 - 5500. п. н. е., био је неолитски и акерамички (тј. без коришћења грнчарије). Најранији облик пољопривреде се развио од полуномадских народа који су узгајали биљке као што су пшеница и јечам односно животиње као што су овце, козе и краве. Насеље је основано с једноставним блатним зградама с четири интерне под-поделе. Бројни гробови су пронађени, с многим рафинирамим добрима као што су корпе, алат од камена и кости, огрлице, наруквице, привесци и повремене жртве животиња, с тим да је већи број добара остављан у гробове мушкараца. Украси од шкољки, кречњака, тиркиза, лапис лазулија, пешчара и избрушеног бакра су нађени, заједно с једноставним фигурицама жена и животиња. Једна камена секира је пронађена у гробу, а још неколико на површини. Ове камене секире су најраније које се проналазе у стратифицираном контексту у јужној Азији.

## Мергарски период II и период III
Мергарски период II 5500. п. н. е. - 4800. п. н. е. и Мергарски период III 4800. п. н. е. - 3500. п. н. е. су били керамички неолитски (тј. с коришћењем грчанрије) а касније калколитски. Пронађено је доста трагова производне делатности као и коришћења напреднијих техника. Прављене су огрлице од глазиране фајансе исто као и фигурице од теракоте. Женске фигурице су биле украшене бојом и имале су различите фризуре и украсе. Два проширена гроба су пронађена из периода II с тиме да је црвени окер коришћен за бојење тела. Количина гробних добара се с временом смањивала, поставши ограничена на украсе и с више добара у женским гробовима. Произведени су први печати од теракоте и костију с геометријским дизајном. Технологије су укључивале камене и бакарне бушилице, једноставне сушаре, велике јамске сушаре и лончиће за топљење бакра. Постоје докази о развијеној трговини у периоду II: једна од најважнијих је откриће неколико куглица лапис лазули - пореклом из Бадакшана.

## Мергарски период VII
Негде између 2600. п. н. е. и 2000. п. н. е., град је углавном напуштен, управо у време када се почела развијати цивилизација долине Инда. Претпоставља се да су становници Мергара одселили у плодну долину Инда након што је Балуџистан постао сув због промена климе.